# Candia
Candia (AFI: /ˈkandja/), nota anche come Eraclio (/eraˈkli.o/) o Eracleo (/eraˈklɛ.o/; in greco Ηράκλειο?, Īráklio; in greco antico: Ἡράκλειον?, Hērákleion), è un comune greco nell'isola di Creta (unità periferica di Candia), con 159.046 abitanti secondo i dati del censimento 2011. A seguito della riforma amministrativa detta Programma Callicrate in vigore dal gennaio 2011 che ha abolito le prefetture e accorpato numerosi comuni, la superficie del comune è ora di 245 km² e la popolazione è passata da 137.711 a 159.046 abitanti, in seguito all'aggregazione dei comuni di Nuova Alicarnasso, Temenos e Paliani.
È la più popolosa città di Creta, di cui è dal 1971 il capoluogo regionale. Il toponimo "Candia" deriva dall'arabo al-khandaq (الخندق‎), che significa "il fossato". La città era chiamata Candia anche nel periodo storico in cui Creta faceva parte dello Stato da Mar, ovvero l'insieme dei domini marittimi della Repubblica di Venezia, e tale toponimo indicava per estensione l'intera isola. 
Dal 2005 è sede dell'Agenzia dell'Unione europea per la cibersicurezza.

## Geografia fisica

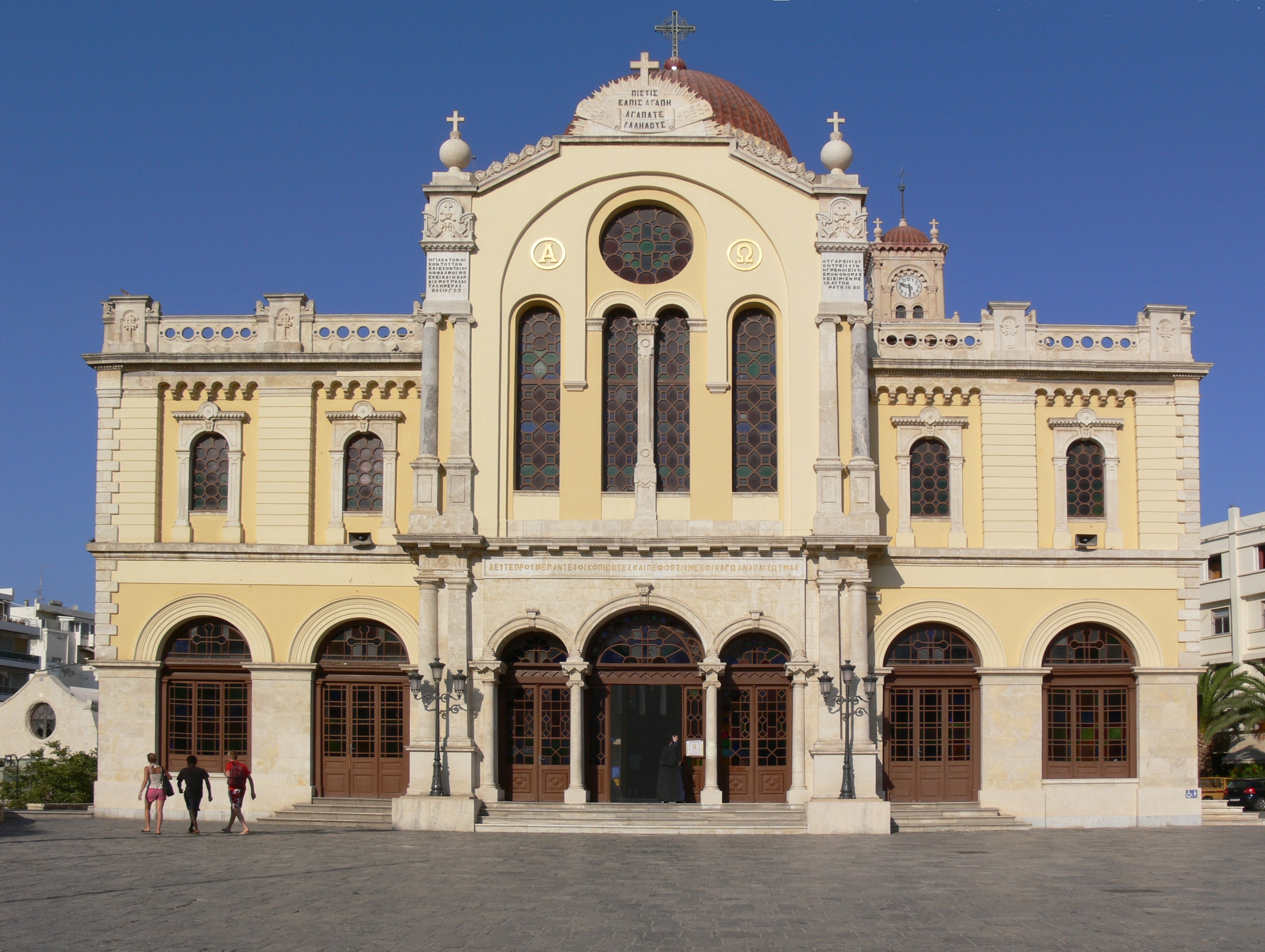
La cattedrale di San Minas.

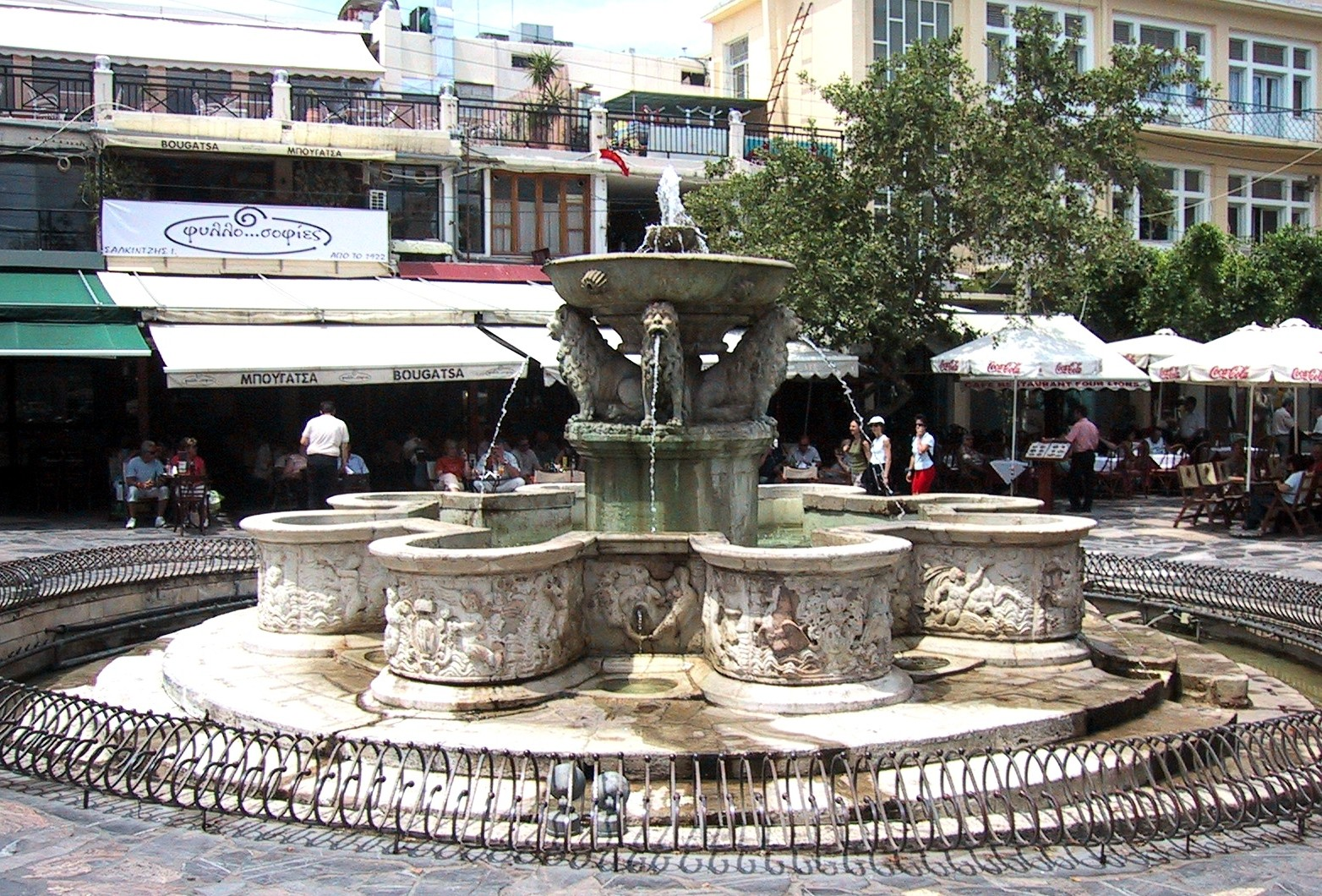
La fontana del Morosini.

La città è situata al centro-nord dell'isola di Creta, ed affaccia sul Mar Egeo. Il clima della città, come del resto di tutta l'isola, è molto mite durante tutto l'anno. Data la sua latitudine meridionale 34/35º parallelo (minore per esempio ad Atene che si trova sul 38º parallelo), Creta è maggiormente esposta ai venti meridionali provenienti dai deserti egiziani e per questo le temperature salgono più facilmente che nel resto della Grecia, toccando punte di 37/40 °C con umidità bassissima (10/15%). In condizioni normali però l'isola è ben ventilata e le temperature rimangono fisse sui 30 °C di giorno e 26º di notte.
In inverno la sua posizione la rende meno esposta ai venti freddi dall'est europeo infatti la temperatura diurna rimane sui 14/17 °C a gennaio, ma diventa facilmente 21/22º in occasione di anticiclone o di masse d'aria desertica. La piovosità è scarsa (del resto come nelle altre isole greche).

## Storia
Si suppone che Candia sia stato uno degli scali di Cnosso in epoca minoica. Ma le sue fortune iniziarono nell'anno 824 d.C., quando ci fu la conquista araba di Creta. La località diventò il rifugio di ribelli espulsi dal califfato di Cordova, che fondarono l'emirato di Creta e si dettero a una lucrosa attività di guerra di corsa e pirateria ai danni dell'impero bizantino. Il generale bizantino Niceforo II Foca riprese Creta nel 961 annientando la popolazione musulmana, agli occhi dei bizantini responsabile di due secoli di saccheggi e pirateria. Nel 1204, in seguito agli eventi della IV crociata, la città passò sotto il dominio veneziano. Questi la mantennero fino al 27 settembre 1669, data in cui la città fu presa dagli Ottomani, che ne adattarono il nome in Kandiye.
Ne rimane traccia nell'antico modo di dire veneziano, ancora in uso, Ti xe seco incandìo (lett. 'Sei magro "incandito'", da "Candia"), per indicare una persona particolarmente magra e che porti i segni di una sofferenza subita. Infatti, dopo la conquista turca — seguita a una strenua difesa da parte veneziana — della città, i coloni veneziani, ma anche molti abitanti locali che non vollero sottomettersi ai turchi, volsero in fretta e furia verso Venezia, senza riuscire a far scorta di viveri. Arrivarono così, profughi, particolarmente provati, tanto da destare una particolare impressione ai veneziani che li accolsero. Da quel momento, l'aggettivo incandìo iniziò a indicare una persona particolarmente provata, dal punto di vista sia fisico sia psicologico.
Sotto il dominio ottomano essa non fu che una roccaforte. Nel 1898 le truppe ottomane lasciarono Creta, che divenne indipendente e nel 1913 fu unita alla Grecia. Conobbe allora un forte sviluppo economico e nel 1971 scalzò La Canea dal rango di capitale regionale.

## Monumenti e luoghi d'interesse
- Museo archeologico di Candia
- Museo di storia naturale di Creta
- Cattedrale di San Minas
- Mura veneziane
- Porto veneziano
- Castello a mare
- Loggia veneziana
- Fontana Morosini
- Fontana Bembo[11]

## Geografia antropica
I quartieri di Candia:
| • Agia Ekaterini            | • Dimokratias     | • Marathitis        |
| • Agia Erini Chrisovalantou | • Estavromenos    | • Mastabas          |
| • Agia Marina               | • Filothei        | • Mesabelies        |
| • Agia Triada               | • Fortetsa        | • Mpentevi          |
| • Agios Dimitrios           | • Ilioupoli       | • Nea Alatsata      |
| • Agios Ioannis Chostos     | • Kamaraki        | • Pananio           |
| • Agios Minas               | • Kaminia         | • Papatitou Metochi |
| • Agios Titos               | • Katsampas       | • Pateles           |
| • Akadimia                  | • Kenouria Porta  | • Poros             |
| • Ampelokipoi               | • Kipoupoli       | • Therissos         |
| • Analipsi                  | • Komeno Mpenteni | • Tris Vagies       |
| • Atsalenio                 | • Korakovouni     | • Xiropotamos       |
| • Chanioporta               | • Koroni Magara   |                     |
| • Chrisopigi                | • Knossos         |                     |
| • Dilina                    | • Lido            |                     |

## Economia
Le principali fonti dell'economia di Candia sono il turismo e il commercio.

## Infrastrutture e trasporti
Candia è la principale porta di accesso a Creta. Ha un aeroporto internazionale molto trafficato d'estate. Il suo porto è collegato al Pireo e ad alcune delle Cicladi.

### Aeroporto
L'Aeroporto Internazionale di Candia, situato circa 5 km ad est della città, è dedicato a Nikos Kazantzakis, scrittore, poeta e filosofo nato a Candia. L'aeroporto la collega con altre città della Grecia e del resto dell'Europa. Le compagnie low cost gestiscono vari voli internazionali da questo aeroporto (ad esempio Arkefly, Condor Flugdienst).

## Amministrazione

### Gemellaggi
- Costanza[13]
- Limassol

## Sport

### Calcio
La squadra principale della città è l'Omilos Filathlōn Īrakleiou.
È presente anche il Podosfairikos Athlītikos Syllogos Alikarnassu Īrodotos, situato a Nea Alikarnassos.